# Đại Nam Long tinh

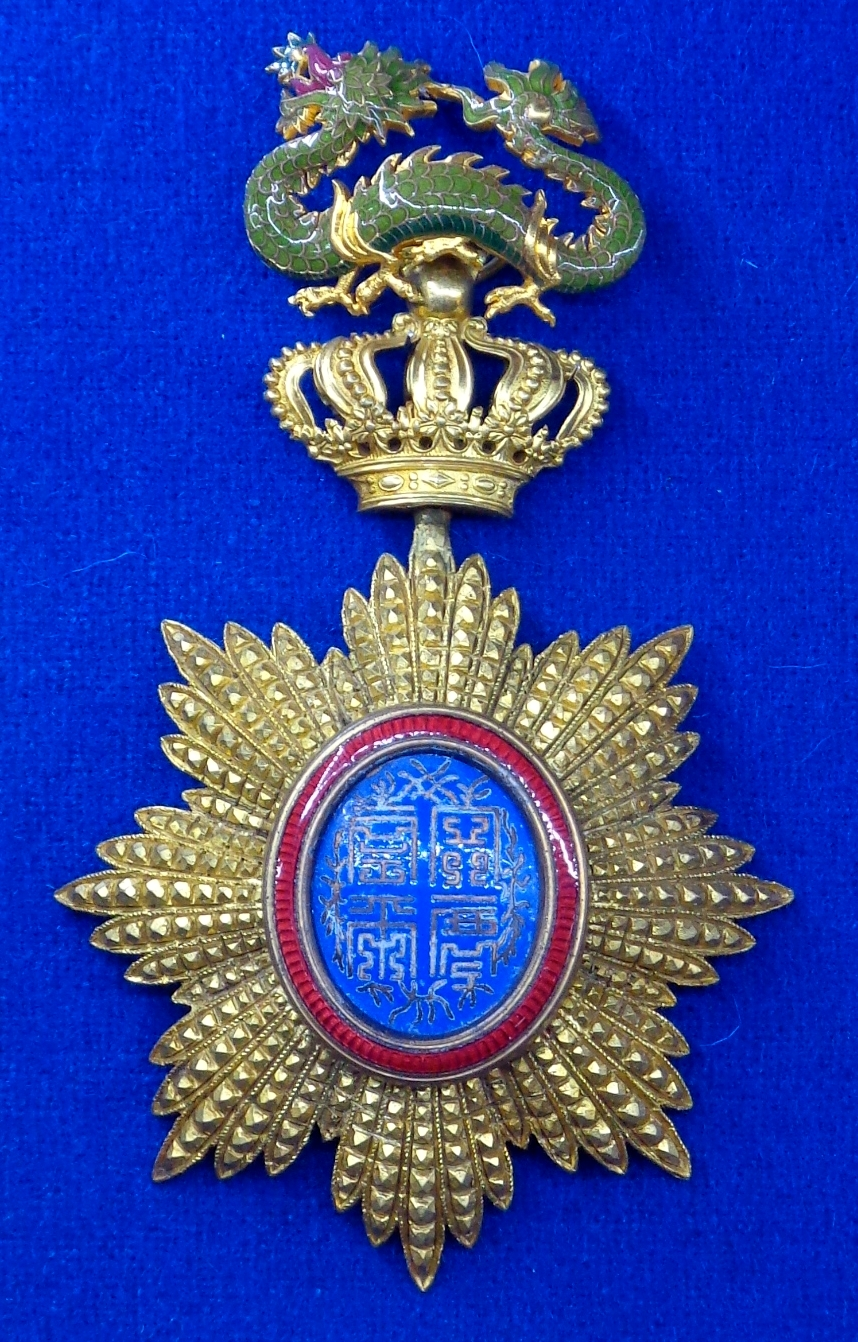
Đại Nam Long tinh bằng vàng.

Đại Nam Long Tinh (chữ Hán: 大南龍星), hay Nam Việt Long bội tinh (chữ Hán: 南越龍佩星), còn được gọi theo tiếng Pháp: L'Ordre du Dragon d'Annam hay L'Ordre du Dragon Vert, tiếng Anh: Order of The Dragon of Annam, là một cơ chế phong thưởng cho triều thần nhà Nguyễn và người Pháp tại Việt Nam dưới thời Pháp thuộc. Cơ chế phong thưởng này dựa trên thể thức phong thưởng Bắc đẩu bội tinh của Pháp với điển lệ hoàng triều nhà Nguyễn do chính phủ bảo hộ đề ra dưới triều vua Đồng Khánh. Các cá nhân được phong thưởng được hợp thành Đại Nam Long Tinh Viện (chữ Nho: 大南龍星院), tương tự như Légion d'honneur của Pháp.
Đại Nam Long Tinh thay thế cho cơ chế phong thưởng Kim Bội, Ngọc Bội trước đó của triều đình trước đây, nhưng triều đình vẫn duy trì ban tặng Tiền thưởng cho người có công trạng như các triều vua trước.

## Nguồn gốc

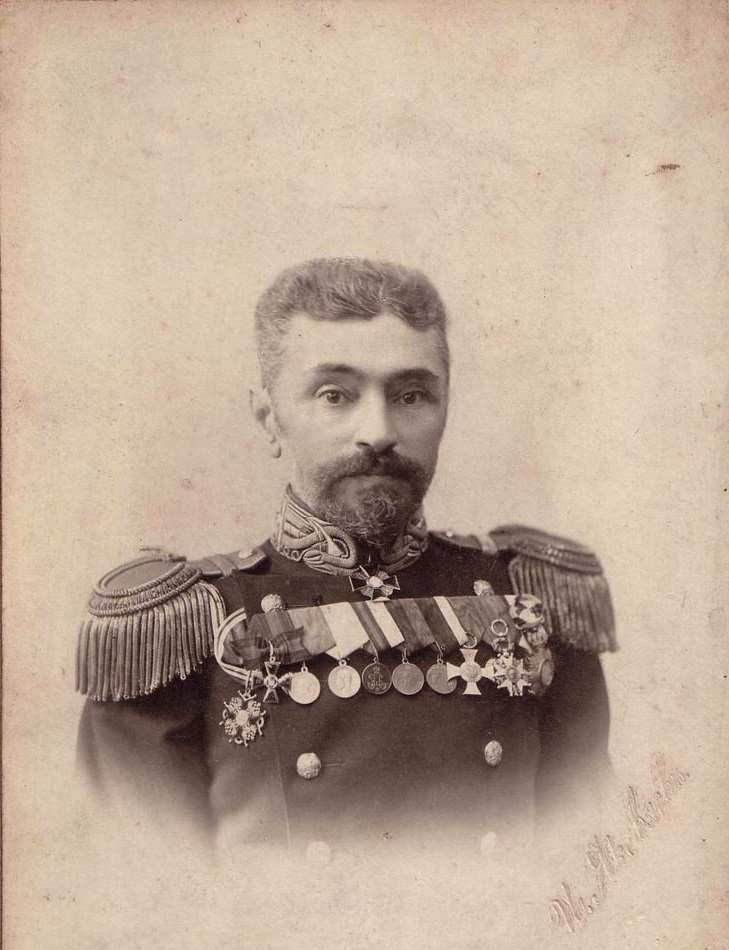
Thiếu tướng Hải quân Nga Konstantin Aleksandrovich Panferov với Đại Nam Long tinh (ngoài cùng bên phải).

## Mô tả

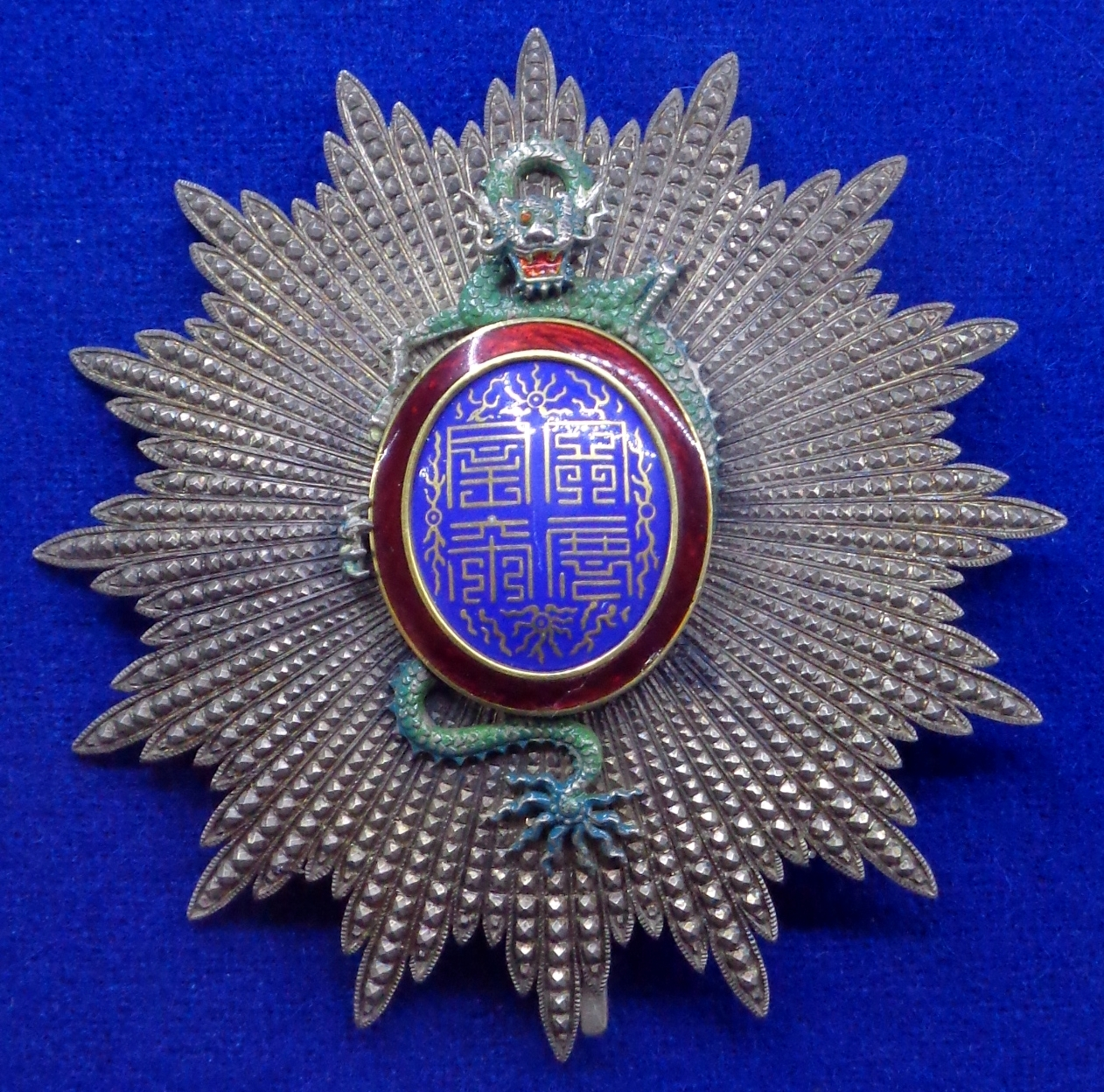
Bài tròn Long tinh bằng bạc dành cho hạng 1, 2.

## Sử dụng

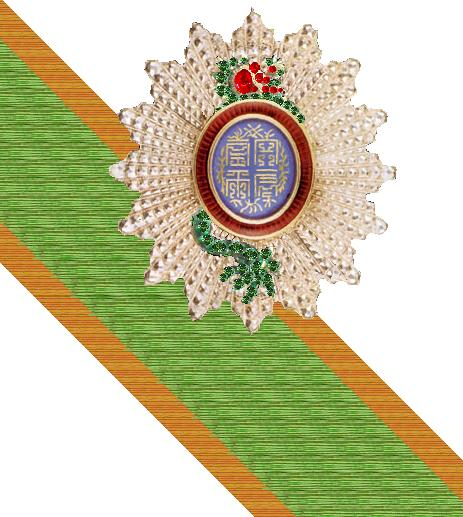
Bài tròn Đại Nam Long tinh với băng xanh lục viền cam ban cho các quan chức người Pháp.

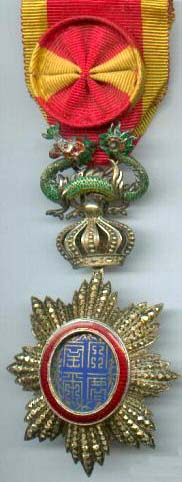
Đại Nam Long tinh với cuống đeo và hoa tường vi.